# Bördeaue
Bördeaue es un municipio situado en el distrito de Salzland, en el estado federado de Sajonia-Anhalt (Alemania), a una altitud de 70 metros. Su población a finales de 2015 era de unos 1830 habitantes y su densidad poblacional, 72 hab/km².